# Rumesh Tharanga Pathirage
Rumesh Tharanga Pathirage (* 21. März 2003) ist ein sri-lankischer Leichtathlet, der sich auf den Speerwurf spezialisiert hat.

## Sportliche Laufbahn
Erste internationale Erfahrungen sammelte Rumesh Tharanga Pathirage im Jahr 2019, als er bei den Jugendasienmeisterschaften in Hongkong mit einer Weite von 61,62 m den sechsten Platz belegte. 2022 belegte er bei den U20-Weltmeisterschaften in Cali mit 69,98 m den siebten Platz und 2025 siegte er mit 77,86 m beim Sydney Track Classic, ehe er bei den Asienmeisterschaften in Gumi mit 83,27 m den vierten Platz belegte.